# Erebia illyromacedonica
Erebia illyromacedonica är en fjärilsart som beskrevs av Zdravko Lorkovic 1953. Erebia illyromacedonica ingår i släktet Erebia och familjen praktfjärilar. Inga underarter finns listade i Catalogue of Life.